# Trzęsienie ziemi w Wirginii (2011)
Trzęsienie ziemi w Wirginii (2011) – trzęsienie ziemi o magnitudzie 5,8, które 23 sierpnia 2011 roku nawiedziło amerykański stan Wirginia. Według United States Geological Survey, hipocentrum znajdowało się 60 km na północny zachód od Richmond. W ciągu 12 godzin, po głównym wstrząsie odnotowano 4 wstrząsy wtórne o magnitudzie 2,8, 2,2, 4,2 oraz 3,4.